# Аксаринское сельское поселение (Татарстан)
Аксаринское сельское поселение — сельское поселение в Заинском районе Татарстана.
Административный центр — село Аксарино.
В состав поселения входят 7 населённых пунктов.
Аксаринское сельское поселение граничит с муниципальным образованием «город Заинск», Бегишевским, Верхнешипкинским, Кадыровским, Новоспасским, Поповским и Поручиковским сельскими поселениями.

## Административное деление
- с. Аксарино
- с. Буре-Сарай
- с. Вторая Бугульда
- с. Старый Токмак
- дер. Новый Токмак
- дер. Перцовка
- дер. Третья Бугульда

## Население
| 2010  | 2011  | 2012  | 2013  | 2014  | 2015  | 2016  |
| ----- | ----- | ----- | ----- | ----- | ----- | ----- |
| 1503  | ↘1502 | ↗1546 | ↗1550 | ↘1546 | ↘1542 | ↘1528 |
| 2017  | 2018  |       |       |       |       |       |
| ↗1540 | ↘1525 |       |       |       |       |       |